# Lewisburg (Kentucky)
Lewisburg és una població dels Estats Units a l'estat de Kentucky. Segons el cens del 2000 tenia 903 habitants.

## Demografia
Segons el cens del 2000, Lewisburg tenia 903 habitants, 415 habitatges, i 249 famílies. La densitat de població era de 285,8 habitants/km².
Dels 415 habitatges en un 28,9% hi vivien nens de menys de 18 anys, en un 42,4% hi vivien parelles casades, en un 11,8% dones solteres, i en un 40% no eren unitats familiars. En el 37,3% dels habitatges hi vivien persones soles el 21,9% de les quals corresponia a persones de 65 anys o més que vivien soles. El nombre mitjà de persones vivint en cada habitatge era de 2,18 i el nombre mitjà de persones que vivien en cada família era de 2,82.
Per edats la població es repartia de la següent manera: un 24,6% tenia menys de 18 anys, un 8,1% entre 18 i 24, un 25,9% entre 25 i 44, un 24,6% de 45 a 60 i un 16,8% 65 anys o més.
L'edat mediana era de 37 anys. Per cada 100 dones de 18 o més anys hi havia 85,6 homes.
La renda mediana per habitatge era de 21.600 $ i la renda mediana per família de 28.015 $. Els homes tenien una renda mediana de 30.234 $ mentre que les dones 16.875 $. La renda per capita de la població era de 14.950 $. Entorn del 18,6% de les famílies i el 23,6% de la població estaven per davall del llindar de pobresa.

## Poblacions més properes
El següent diagrama mostra les poblacions més properes.